# Всесвітнє Павутиння
World Wide Web (скорочено WWW або Web) представляє собою інформаційний простір, де документи та інші вебресурси ідентифіковані уніфікованого покажчика ресурсів (URL), пов'язаних між собою за гіперпосиланнями, і можуть бути доступні через Інтернет. Англійський вчений Тім Бернерс-Лі винайшов World Wide Web в 1989 році написав першу комп'ютерну програму веббраузер в 1990 році під час роботи в CERN в Швейцарії. Веббраузер був випущений за межами ЦЕРН в 1991 році, першим в інших науково-дослідних інститутів, починаючи з січня 1991 року, а також широкої громадськості в Інтернеті в серпні 1991 року.
Всесвітня павутина займає центральне місце в розвитку інформаційного століття і є основним інструментом мільярди людей використовують для взаємодії в Інтернеті. Вебсторінки в основному текстові документи, відформатовані і анотовані з Hypertext Markup Language (HTML). На додаток до форматований текст, вебсторінки можуть містити зображення, відео, аудіо, і програмні компоненти, які візуалізуються в веббраузері користувача як когерентні сторінок мультимедійного контенту. Впроваджені гіперпосилання дозволяють користувачам переміщатися між вебсторінками. Кілька вебсторінки із загальною темою, загальним доменним ім'ям, або обидва, складають вебсайт. Зміст вебсайту в значній мірі може бути надана видавництвом, або інтерактивний, де користувачі свій внесок у зміст або зміст залежить від користувача або їх дії. Вебсайти можуть бути в основному інформативними, в першу чергу для розваги, або в основному для комерційних, урядових чи неурядових організаційних цілей. У 2006 році Great British Design Quest, організованої BBC і Музей дизайну, всесвітня павутина була визнана одним з 10 найкращих британських ікон дизайну.

## Історія

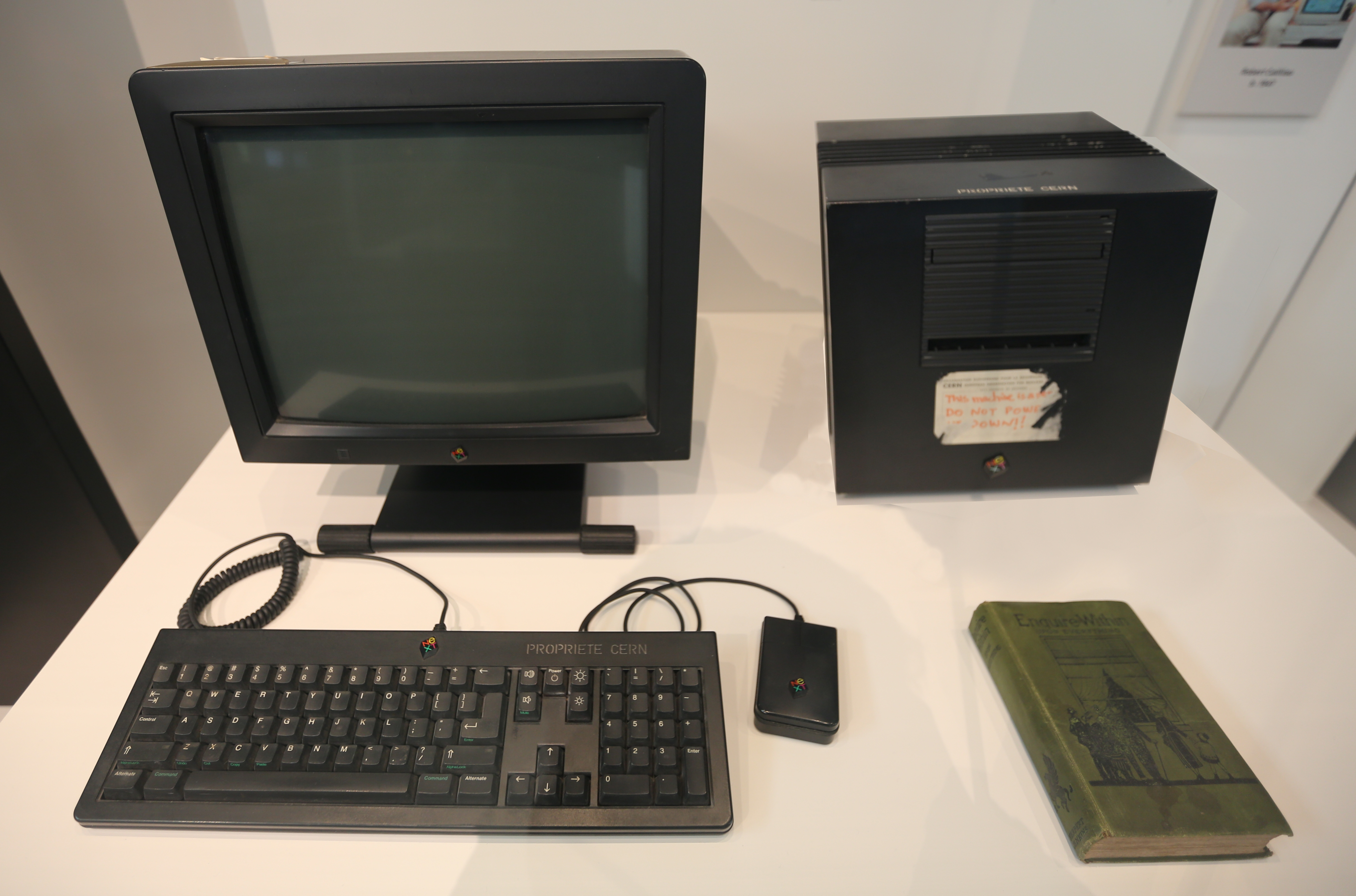
NeXT Computer використовується Тім Бернерс-Лі в CERN

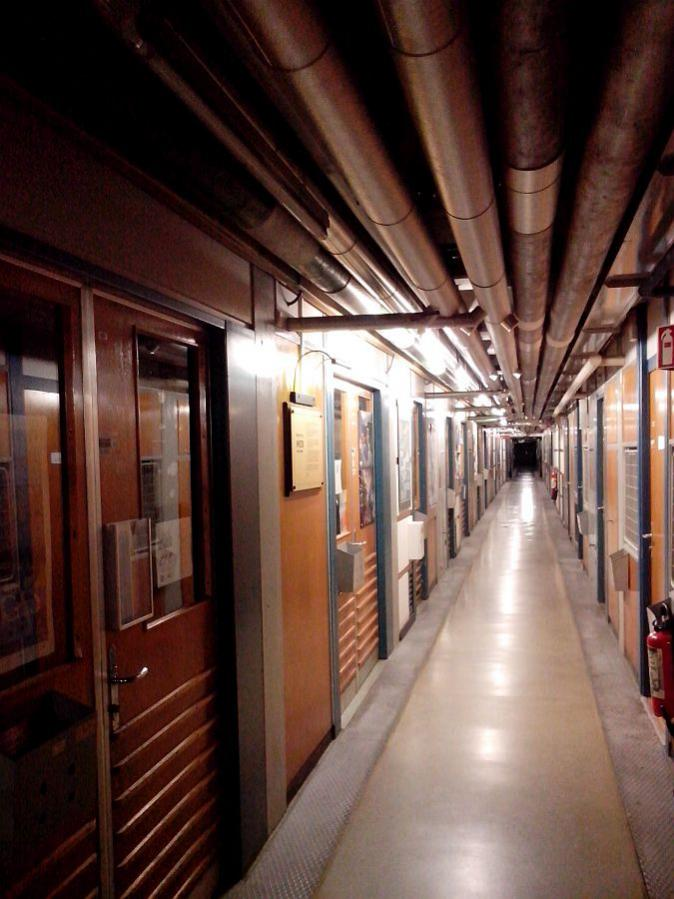
Коридор, де народився WWW. CERN, цокольний поверх будівлі № 1

Бачення Тім Бернерс-Лі глобальної гіперпосилання інформаційної системи стало можливим в другій половині 1980-х років. До 1985 року глобальний Інтернет почав поширюватися в Європі і (Domain Name System, на якій побудований Uniform Resource Locator) виник. У 1988 році була зроблена перша пряма зв'язок IP між Європою і Північною Америкою і Бернерс-Лі почав відкрито обговорювати можливість вебподібної системи в ЦЕРН. У березні 1989 року Бернерс-Лі виступив з пропозицією до керівництва в ЦЕРН для системи під назвою «Сітка», яка посилається запитай проект бази даних і програмного забезпечення, він побудував в 1980 році, який використовував термін «Інтернет» і описав складніше управління інформацією система, заснована на посиланнях, вбудованих в читається тексті: «Уявіть собі, то, що посилання в цьому документі все, пов'язаний з мережевою адресою речі, на які вони посилаються, так що при читанні цього документа ви можете пропустити їх з клацанням миша «. Така система, пояснив він, можна було б віднести до використання одного з існуючих значень слова гіпертекст, термін, який він говорить, був придуманий в 1950-х роках. Там немає причин, пропозиція триває, чому такі гіпертекстові посилання не може включати в себе мультимедійні документи, в тому числі графіки, мови і відео, так що Бернерс-Лі продовжує використовувати термін гіпермедіа.
За допомогою свого колеги і товариша гіпертекстової ентузіаст Роберт Каілліау він опублікував понад офіційну пропозицію по 12 листопада 1990 року, щоб побудувати «Hypertext проект» під назвою «WorldWideWeb» (одне слово) як «павутини» «гіпертекстових документів», щоб переглянути, «браузери», використовуючи архітектуру клієнт-сервер. На даний момент HTML і HTTP вже знаходиться в розробці протягом двох місяців, а перший вебсервер був близько місяця від завершення свого першого успішного випробування. Ця пропозиція за оцінками, тільки для читання веб будуть розроблені протягом трьох місяців, і що це займе шість місяців, щоб досягти «створення нових зв'язків і нового матеріалу за допомогою читачів, [так що] Авторство стає універсальним», а також «автоматичні повідомлення читача, коли новий матеріал становить інтерес для нього / неї стала доступна «. У той час як тільки для читання мета була досягнута, доступна авторство вебконтенту зайняло більше часу, щоб дозріти, з концепцією вікі, WebDAV, блоги, Web 2.0 та RSS / Atom.

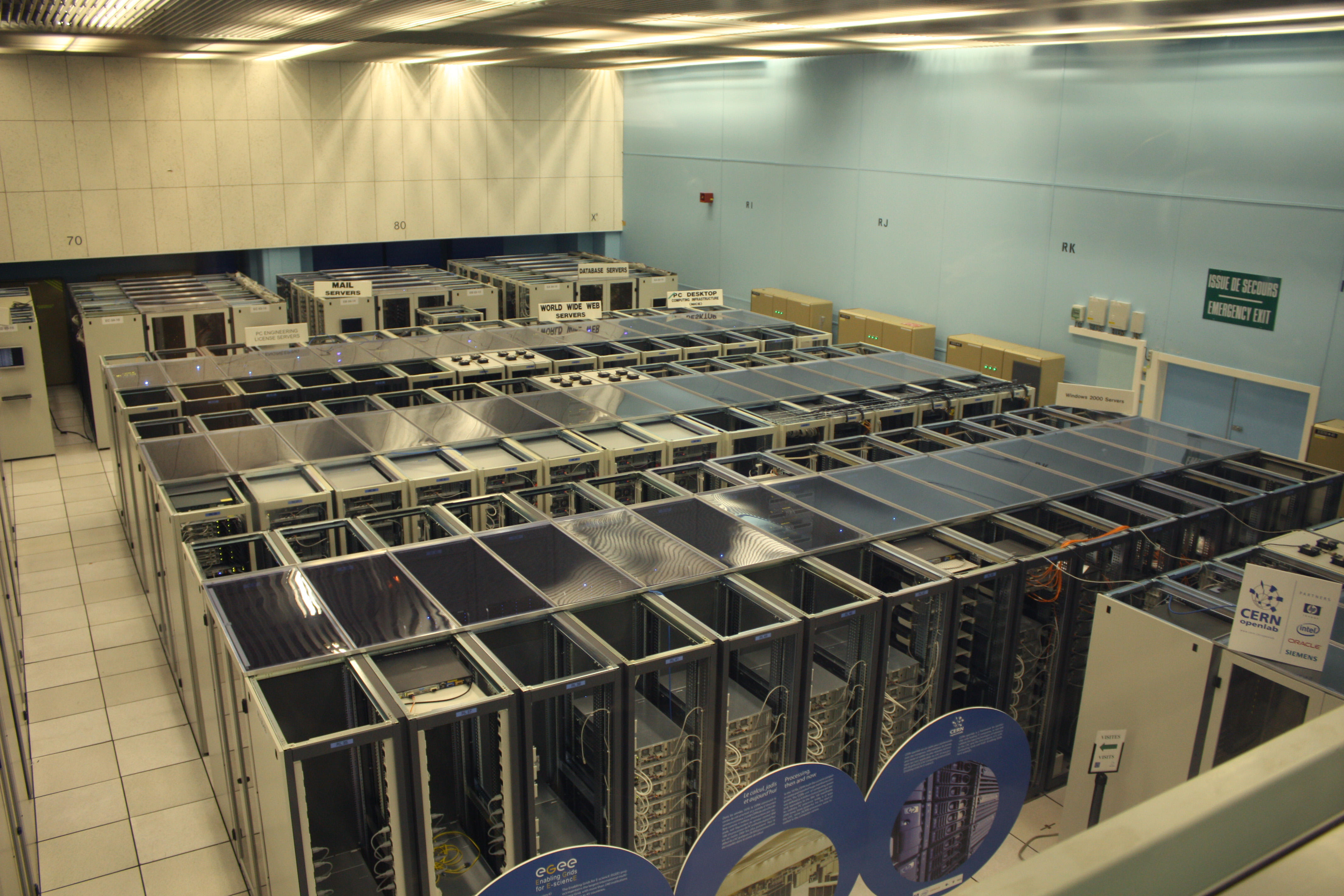
Центр обробки даних CERN в 2010 році корпусу деяких WWW серверів

Пропозиція була змодельована після SGML читача DynaText з електронної техніки книги, виділення з Інституту досліджень в області інформації та стипендією в Університеті Брауна. Система DynaText, ліцензовані ЦЕРН, був ключовим гравцем в розширенні SGML ISO 8879: 1986 гіпермедіа в HyTime, але це вважається занадто дорогим і мав неадекватну політику ліцензування для використання в загальній фізиці високих енергій, а саме плата за кожен документ і кожен документ зміни. Наступного Комп'ютер був використаний Бернерс-Лі, як перший в світі вебсервер, а також написати перший веббраузер, WorldWideWeb, в 1990 році До Різдва 1990 року Бернерс-Лі був побудований всі інструменти, необхідні для робочої мережі: перший веб браузер (який був вебредактором, а) і перший вебсервер. Перший вебсайт, який описаний сам проект, був опублікований 20 грудня 1990 року.
Перша вебсторінка може бути втрачена, але Пол Джонс з UNC-Chapel Hill в Північній Кароліні було оголошено в травні 2013 року, що Бернерс-Лі дав йому те, що він говорить, що це найстаріший відомий вебсторінки під час візиту в 1991 UNC. Джонс зберіг його на магнітно-оптичний привід і на його NeXT комп'ютера. З 6 серпня 1991 року Бернерс-Лі опублікував коротке резюме World Wide Web проекту на телеконференції alt.hypertext. Ця дата іноді плутають з загальнодоступності перших вебсерверів, які відбулися місяцями раніше. Як інший приклад такої плутанини, деякі засоби масової інформації повідомили про те, що перша фотографія в Інтернеті була опублікована Бернерс-Лі в 1992 році, образ групи будинку ЦЕРН Les Horribles Cernettes прийнятого Сільвано де Дженнаро; Дженнаро має заперечується ця історія, написавши, що засоби масової інформації були «повністю спотворюють наші слова заради дешевої сенсаційності».
Перший сервер за межами Європи був встановлений в Стенфордському центрі лінійних прискорювачів (SLAC) в Пало-Альто, штат Каліфорнія, для розміщення бази даних шпилі-HEP. Рахунки істотно розрізняються за датою цієї події. Тимчасова шкала Консорціум World Wide Web говорить грудня 1992 року, в той час як сам Слак стверджує, грудень 1991 року, як це робить документ W3C під назвою Трохи історії Всесвітньої павутини, що лежить в основі концепції гіпертексту виникла в попередніх проектах з 1960-х, таких, як система гіпертексту Editing (ДЕК) в Університеті Брауна, Теда Нельсона Xanadu проекту і системи On-Line Дуглас Енгельбарт в (НШ). Обидва Нельсон і Енгельбарт, в свою чергу, натхненні мікрофільми на основі Memex Ванневара Буш, який був описаний в 1945 році есе «Як ми можемо думати».
Прорив Бернерс-Лі був одружитися гіпертекст до Інтернету. У своїй книзі ткацтва Web, він пояснює, що він неодноразово пропонував, що шлюб між двома технологіями вдалося члени обох технічних спільнот, але, коли ніхто не взяв його запрошення, він, нарешті, прийняв сам проект. В процесі, він розробив три основні технології:
- система глобально унікальних ідентифікаторів для ресурсів в Інтернеті та в інших місцях, універсальний ідентифікатор документа (UDI), пізніше відомий як уніфікований покажчик ресурсу (URL) і ідентифікатор рівномірної ресурсу (URI); Мова публікації HyperText Markup Language
- (HTML); протокол передачі гіпертексту (HTTP)

World Wide Web має ряд відмінностей від інших гіпертекстових систем, доступних в той час. Web потрібно тільки односпрямовані посилання, а не двонаправленого ті, що робить можливим для кого-то посилання на інший ресурс без дій з боку власника цього ресурсу. Крім того, значно знижується складність реалізації вебсерверів і браузерів (в порівнянні з попередніми системами), але, в свою чергу представив хронічну проблему зв'язку гнилі. На відміну від попередників, таких як HyperCard, Всесвітня павутина непатентована, що робить можливим розробку серверів і клієнтів незалежно один від одного і додавати розширення без ліцензійних обмежень. З 30 квітня 1993 року ЦЕРН оголосив, що World Wide Web буде безкоштовним для всіх, без будь-яких зборів за. Пройшовши через два місяці після оголошення про те, що реалізація сервера протоколу Gopher більше не вільно використовувати, це дало швидкий перехід від Gopher і до Web. Ранній популярний веббраузер був ViolaWWW для Unix і Віконна система X.

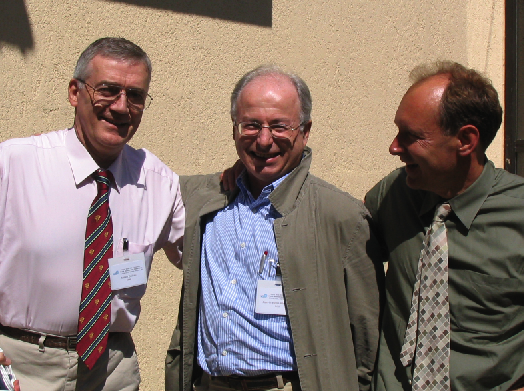
Роберт Каілліау, Жан-Франсуа Abramatic, і Тім Бернерс-Лі на 10-й річниці Wide Web Consortium світу.

 Вчені в цілому згодні, що поворотним моментом для World Wide Web почалося з введення веббраузера Mosaic в 1993 році, графічний браузер, розроблений командою в Національному центрі суперкомп'ютерних додатків в університеті штату Іллінойс в Урбана-Шампань (NCSA-UIUC), на чолі з Марком Андреєссена. Фінансування Мозаїки прийшло з США High-Performance Computing Initiative і комунікації і високопродуктивні обчислення і Закон про зв'язок 1991 року, один з декількох обчислювальних розробок, ініційованих США сенатора Аль Гор. До виходу з мозаїки, графіки були зазвичай не змішується з текстом в вебсторінок і популярності павутини був менше, ніж старі протоколи у використанні через Інтернет, наприклад, Gopher і Wide Area Information Servers (WAIS). Графічний користувальницький інтерфейс Mosaic дозволило веб стати, безумовно, самий популярний інтернет-протокол. World Wide Web Consortium (W3C) був заснований Тім Бернерс-Лі після того, як він покинув Європейську організацію з ядерних досліджень (CERN) у жовтні 1994 року був заснований в Массачусетському технологічному інституті лабораторії комп'ютерних наук (MIT / LCS) з підтримка з боку оборонних науково-дослідних проектів (DARPA), яке піонерами в Інтернеті; рік по тому, другий сайт був заснований на INRIA (французький національний комп'ютер дослідницької лабораторії) за підтримки Європейської Комісії DG INFSO; і в 1996 році, третій континентальний сайт був створений в Японії в університеті Кейо. До кінця 1994 року загальна кількість сайтів було ще відносно невелика, але багато відомих сайти були вже активні, що віщувало або надихнули сучасні найбільш популярні послуги.
 Підключення до мережі Інтернет, інші вебсайти були створені по всьому світу. Це мотивована розробка міжнародних стандартів для протоколів і форматування. Бернерс-Лі продовжував залишатися залученими в керівництві розробки вебстандартах, такі як мови розмітки для складання вебсторінок, і він виступав за його бачення Semantic Web. World Wide Web дозволила поширення інформації через Інтернет за допомогою простої у використанні і гнучкий формат. Таким чином, вона відіграє важливу роль в популяризації використання Інтернету. Хоча ці два терміни іноді сплавлені в популярних використання, World Wide Web не є синонімом Інтернету. Web являє собою інформаційний простір, що містить гіперпосиланнями документи та інші ресурси, ідентифіковані їх URI. Він реалізований у вигляді клієнта і серверного програмного забезпечення з використанням інтернет-протоколів, таких як TCP / IP і HTTP. Бернерс-Лі був посвячений у лицарі в 2004 році королева Єлизавета II за «послуги в глобальному розвитку Інтернету».

## Функції

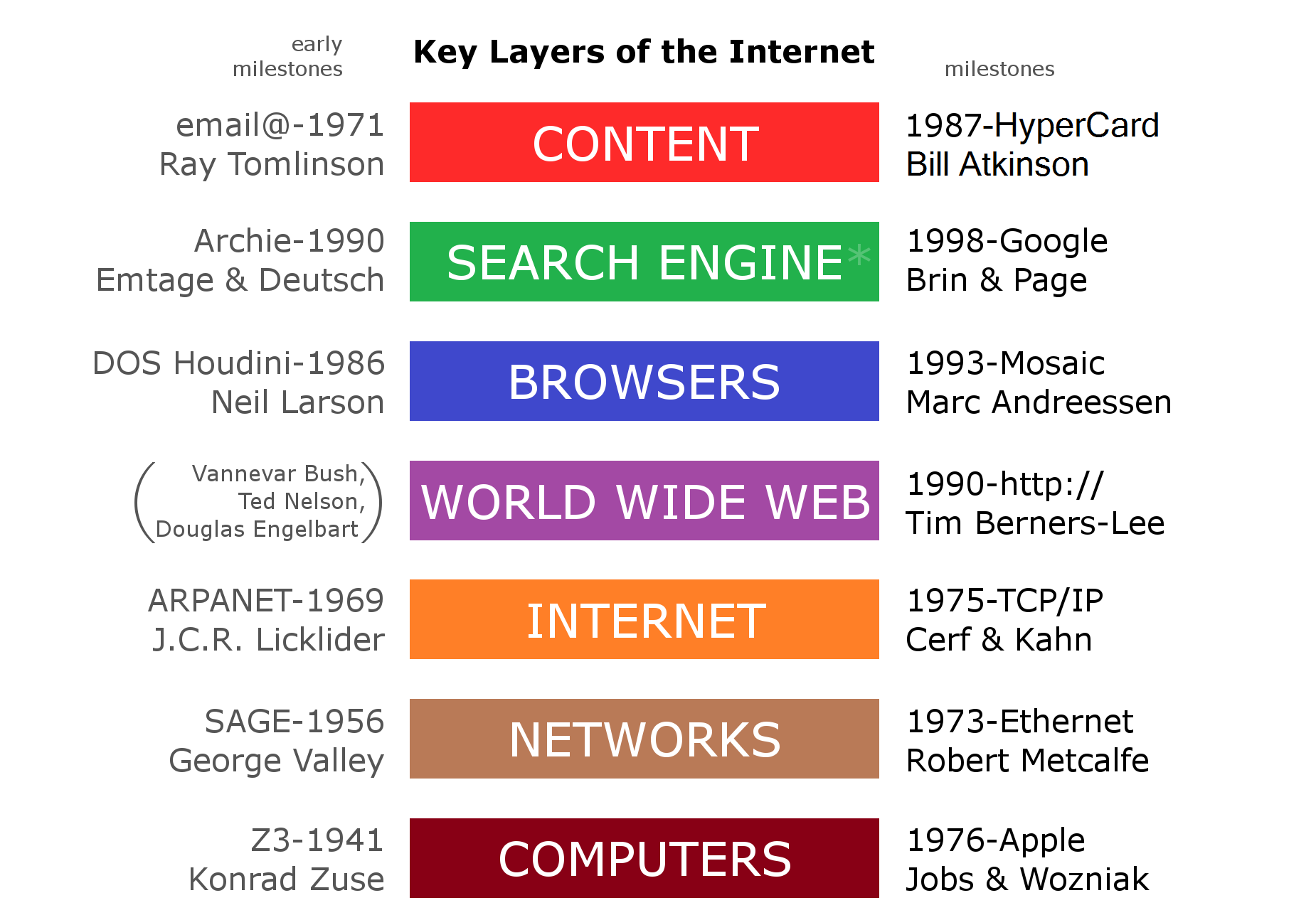
В World Wide Web функціонує як протокол прикладного рівня, який запускається «на вершині» (образно) Інтернет, допомагаючи зробити його більш функціональним. Поява веббраузера Mosaic допомогли зробити веб набагато зручнішим, щоб включити відображення зображень і рухомих зображень (GIF).

Терміни Інтернет і World Wide Web часто використовуються без особливої різниці. Проте, два не те ж саме. Інтернет є глобальною системою взаємозалежних комп'ютерних мереж. На відміну від цього, World Wide Web являє собою глобальну колекцію документів та інших ресурсів, пов'язаних гіперпосиланнями і URI. Вебресурси, як правило, доступні з використанням HTTP, який є одним з багатьох протоколів обміну даними через Інтернет.
Перегляд вебсторінки на World Wide Web зазвичай починається або шляхом введення URL сторінки в веббраузері, або слідуючи гіперпосилання на цій сторінці або ресурсу. Веббраузер ініціює серію повідомлень фону зв'язку для вилучення і відображення запитаної сторінки. У 1990-ті роки, використовуючи браузер для перегляду вебсторінок, і перейти від однієї вебсторінки на іншу за допомогою гіперпосилань-стали відомі як «браузер», «вебсерфінг» (після того, як канал серфінг), або «навігації по Web». Ранні дослідження цього нового поведінки досліджували призначені для користувача патерни за допомогою веббраузерів. Одне дослідження, наприклад, знайдені зразки п'яти користувачів: розвідувальної серфінг, вікно серфінг, серфінг еволюціонував, обмежену навігацію і цільової навігацію.
Наступний приклад демонструє функціонування веббраузер, коли доступ до сторінки в URL http://www.example.org/home.html. Браузер дозволяє ім'я сервера в URL (www.example.org) на адресу Інтернет-протоколу з використанням глобально розподіленої системи доменних імен (DNS). Цей пошук повертає IP-адреса, такий як 203.0.113.4 або 2001: db8: 2 e :: 7334. Браузер запитує ресурс, відправивши запит HTTP через Інтернет до комп'ютера за цією адресою. Він просить службу від певного числа TCP порту, який добре відомий для служби HTTP, так що хост-одержувач може відрізнити запит HTTP від інших мережевих протоколів може бути обслуговування. Протокол HTTP зазвичай використовує порт 80. Зміст запиту HTTP може бути як простий, як два рядки тексту:
```
GET
 
/home.html
 
HTTP
/
1.1

Host
:
 
www.example.org

```

Комп'ютер, який приймає запит HTTP доставляє його до програмного забезпечення вебсервер для прослуховування запитів на порт 80. Якщо вебсервер може виконати запит, він посилає відповідь HTTP назад в браузер, що вказує успіх:
```
HTTP
/
1.0
 
200
 
OK

Content-Type
:
 
text/html; charset=UTF-8

```

а потім зміст запитуваної сторінки. HyperText Markup Language (HTML) для основного вебсторінки може виглядати наступним чином:
```
<
html
>

  
<
head
>

    
<
title
>
Example.org – The World Wide Web
</
title
>

  
</
head
>

  
<
body
>

    
<
p
>
The World Wide Web, abbreviated as WWW and commonly known ...
</
p
>

  
</
body
>

</
html
>

```

The web browser parses the HTML and interprets the markup (<title>, <p> for paragraph, and such) that surrounds the words to format the text on the screen. Many web pages use HTML to reference the URLs of other resources such as images, other embedded media, scripts that affect page behaviour, and Cascading Style Sheets that affect page layout. The browser makes additional HTTP requests to the web server for these other Internet media types. As it receives their content from the web server, the browser progressively renders the page onto the screen as specified by its HTML and these additional resources.

### З'єднання
<a href="http://www.example.org/home.html">Example.org Homepage</a>

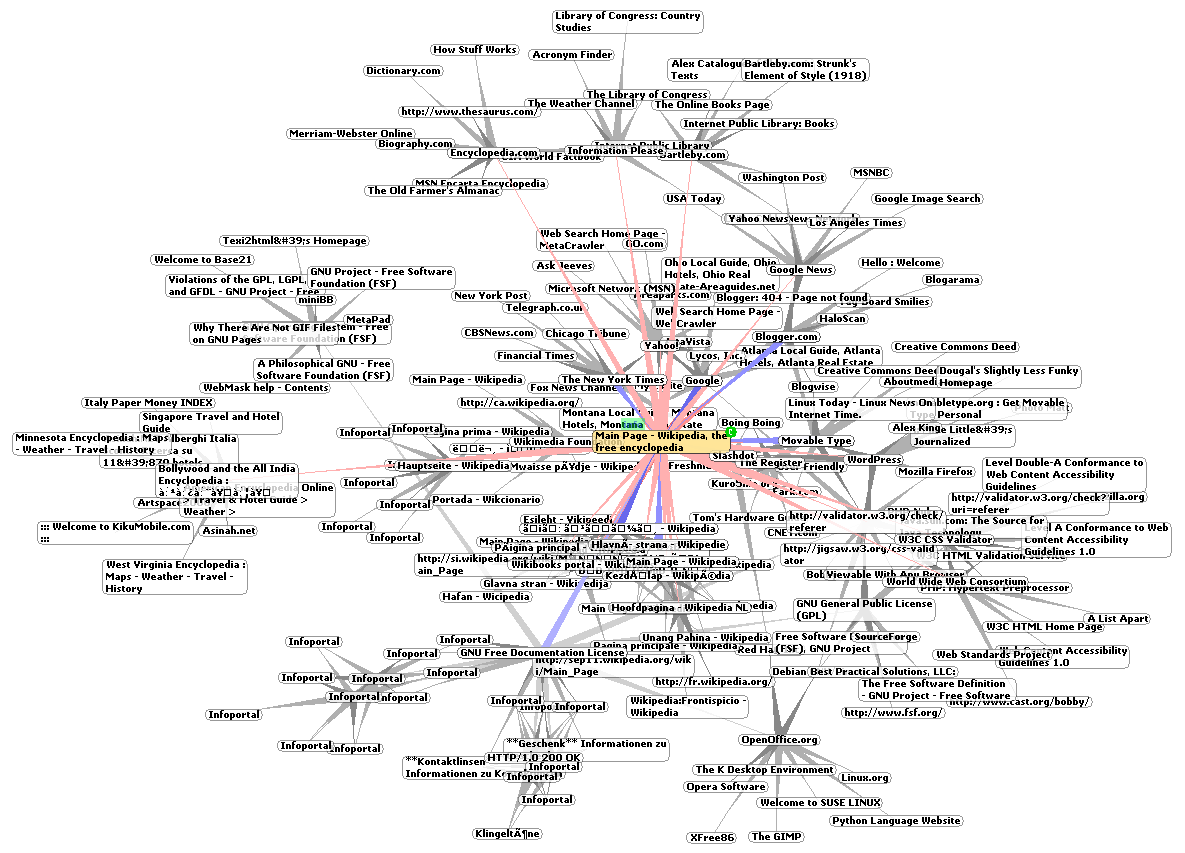
Графічне представлення поступається ВСПА, що демонструють гіперпосилання

Такий набір корисних, пов'язаних з ними ресурсів, пов'язані між собою за допомогою гіпертекстових посилань дубльований павутину інформації. Публікація в Інтернеті створив те, що Тім Бернерс-Лі першим назвав WorldWideWeb (в його первісному CamelCase, який згодом був відкидають) в листопаді 1990 року.
Гіперпосилання структура WWW описується вебграфом: вузли вебграфа відповідають вебсторінок (або URL), спрямованих ребер між ними до гіперпосилань. Згодом, багато вебресурси, на який вказує гіперпосилань зникають, місце проживання, або замінюються іншим змістом. Це робить гіперпосилання застарілими, це явище називають в деяких колах як посилання гниль і гіперпосилання, постраждалі від нього часто називають мертві посилання. Ефемерність Мережі спонукало багато зусиль в архів вебсайтів. Internet Archive, діє з 1996 року, є найвідомішим з таких зусиль.

### Динамічні поновлення вебсторінок
JavaScript це мова сценаріїв, який був спочатку розроблений в 1995 році Брендан Еіч, потім Netscape, для використання в вебсторінках. Стандартизована версія ECMAScript. Для того, щоб зробити вебсторінки більш інтерактивними, деякі вебдодатки також використовують методи, такі як JavaScript, Ajax (Asynchronous JavaScript і XML). Клієнт-скрипт поставляється зі сторінкою, яка може зробити додаткові запити HTTP на сервер, або у відповідь на дії користувача, такі як руху миші або клацання, або на основі витраченого часу. відповідь сервера використовується для зміни поточної сторінки, а не створювати нову сторінку з кожним відповіддю, тому сервер повинен тільки забезпечити обмежену, інкрементного інформацію. Кілька запитів Ajax можуть бути оброблені в той же час, і користувачі можуть взаємодіяти зі сторінкою під час отримання даних. Вебсторінки можуть також регулярно опитувати сервер для перевірки, чи є нова інформація.

### WWW prefix
Багато імен хостів, використовувані для World Wide Web починається з WWW через давню практиці присвоєння імен Інтернет хостів відповідно до послугами, які вони надають. Ім'я хоста вебсервера часто WWW, таким же чином, що це може бути FTP для FTP-сервера, а також новини або NNTP для сервера новин Usenet. Ці імена хостів з'являються як системи доменних імен (DNS) або субдомен імена, як і в www.example.com. Використання WWW не вимагає яких-небудь технічних або політичних стандарту і багато вебсайти не використовують його; насправді, перший коли-небудь вебсервер був названий nxoc01.cern.ch. За словами Паоло Палаззі, який працював в ЦЕРН разом з Тімом Бернерс-Лі, популярного використання WWW, як підобласть було випадковим; Широка сторінка інтернету-проекту Миру повинна була бути опублікована в www.cern.ch в той час як info.cern.ch повинен був бути на головній сторінці CERN, проте DNS запис ніколи не переключилася, і практика випереджаючи WWW на вебсайти установи доменне ім'я було згодом скопійовано. Багато вебсайти, створені до сих пір використовують префікс, або вони використовують інші назви, такі як субдомен www2, безпечний або ний для спеціальних цілей. Багато такі вебсервери налаштовані так, що як основний домен (наприклад, example.com) і WWW субдомен (наприклад, www.example.com) відносяться до однієї і тієї ж території; інші вимагають одну форму або іншого, або вони можуть відображатися на різних вебсайтах. Використання імені субдомена корисно для балансування навантаження вхідного інтернет-трафіку, створивши запис CNAME, яка вказує на кластер вебсерверів. Так, в даний час, тільки подобласть може бути використана в CNAME, той же результат не може бути досягнутий за допомогою голої кореневої домен.[джерело?]
Коли користувач відправляє неповне доменне ім'я для веббраузера в його поле введення в адресному рядку, деякі веббраузерів автоматично спробуйте додати префікс «WWW» на початку цього і, можливо, «.com», «.org» і ».net "врешті-решт, в залежності від того, що може бути відсутнім. Наприклад, при введенні «Microsoft» може бути перетворено в http://www.microsoft.com/ і «OpenOffice» для http://www.openoffice.org. Ця функція почали з'являтися в ранніх версіях Firefox, коли вона ще була робоча назва «Firebird» на початку 2003 року, з більш ранньої практики в браузерах, таких як Lynx. [Неавторитетна джерело] Повідомляється, що Microsoft отримала патент США на ту ж ідею в 2008 році, але тільки для мобільних пристроїв.
В англійській WWW зазвичай читається як «дабл'ю-дабл'ю-дабл'ю». Деякі користувачі вимовляти це «даб-даб-даб», зокрема, в Новій Зеландії. Стівен Фрай в своїй серії «Podgrams» подкастів, промовляє його «ву-ву-ву». Англійський письменник Дуглас Адамс одного разу уїдливо зауважив в The Independent в неділю (1999): «The World Wide Web це єдине [поняття], яке я знаю, чия скорочена форма займає в три рази більше, ніж сказати, від чого це скорочення». У китайській World Wide Web зазвичай перекладають через фоно-семантичні відповідності для Вань програми П wǎng (万维网), яка задовольняє WWW і буквально означає «безліч тривимірного сітчастий», переклад, який відображає концепцію дизайну і поширення Всесвітньої павутини, вебпростору станів Тім Бернерс-Лі, що World Wide Web офіційно вимовляється як три окремих слів, кожне капіталізуються, без проміжних дефісом. Використання префікса WWW знижується, особливо, коли Web 2.0 веб додаток прагнуло затаврувати свої доменні імена і зробити їх легко вимовними. Як мобільний Web виріс в популярності, послуги, такі як Gmail.com, Outlook.com, Myspace.com, Facebook.com і Twitter.com найбільш часто згадуються без додавання «WWW.» (Або, насправді, «.com») до домену.

### Схема специфікатор
Схема специфікатор HTTP: // і https: // на початку вебURI відносяться до протоколу передачі гіпертексту або HTTP Secure, відповідно. Вони визначають протокол зв'язку, який використовується для запиту і відповіді. Протокол HTTP має основоположне значення для функціонування Всесвітньої павутини, і додали шифрування шар HTTPS необхідний, коли браузери відправити або отримати конфіденційні дані, такі як паролі або банківської інформацію. Веббраузери зазвичай автоматично випереджати HTTP: // для введеного користувачем URI, якщо опущено.

## Веббезпека
Для злочинців, веб стала місцем для поширення шкідливих програм і брати участь в ряді кіберзлочинів, в тому числі крадіжки, шахрайства, шпигунства і збору розвідувальної інформації. Вебуразливості в даний час перевершують традиційні проблеми комп'ютерної безпеки, і як вимірюється Google, приблизно один з десяти вебсторінок може містити шкідливий програмний код. Більшість вебатаки відбуваються на законних вебсайтів, і більшість, як виміряно Sophos, розміщені в Сполучених Штатах, Китаї та Росії. Найбільш поширені з усіх шкідливих програм є атака ін'єкції SQL проти вебсайтів. Через HTML і URIs, веб вразлива для атак типу міжсайтового скриптинга (XSS), який прийшов з введенням JavaScript і посилився до деякої міри Web 2.0 і вебдизайном Ajax, який виступає за використання скриптів. Сьогодні за деякими оцінками, 70% всіх сайтів відкриті для XSS атак на їх користувачів. Фішинг є ще однією поширеною загрозою в Інтернеті. «SA, відділ безпеки EMC, оголосила результати свого звіту Fraud січня 2013 року, оцінюючи глобальні втрати від фішингу в $ 1,5 млрд в 2012 році». Два з добре відомих методів фішингу є Приховане Перенаправлення Open Redirect.
Запропоновані рішення розрізняються. Великі компанії безпеки, такі як McAfee вже дизайн управління і відповідність люксів для задоволення поста-9/11 правил, а деякі, як Фінджани рекомендували активну перевірку в режимі реального часу програмного коду і весь вміст незалежно від його джерела. Деякі стверджують, що для підприємств, щоб побачити веббезпеку як бізнес-можливість, а не центр витрат, в той час як інші закликають до «повсюдно, завжди на управлінні цифрового прав» застосовується в інфраструктурі, щоб замінити сотні компаній, які забезпечують дані і мережу. Джонатан Зіттрейн сказав користувачі, що розділяють відповідальність за безпекою обчислення набагато краще блокування Інтернету.

## Приватність
Кожен раз, коли клієнт запитує вебсторінку, сервер може визначити IP-адресу запиту і зазвичай реєструє його. Крім того, якщо комплект не зробити так, більшість веббраузерів запис запитаної вебсторінки в видимої функції історії, і, як правило, кеш багато контенту на місцевому рівні. Якщо зв'язок сервер-браузер використовує шифрування HTTPS, вебзапити і відповіді подорож у вигляді звичайного тексту через Інтернет і можуть бути переглянуті, записані, і кешуються проміжними системами. Коли вебсторінка запитує, а користувач надає, особистої інформацію, наприклад, їх реальне ім'я, адреса, адреса електронної пошти тощо-вебоб'єкти можна зв'язати поточний вебтрафік з цією людиною. Якщо вебсайт використовує HTTP-кук, ім'я користувача і пароль, або інші методи відстеження, вона може зв'язати інші вебвідвідування, до і після, в ідентифіковану інформацію, що надається. Таким чином, це можливо для веборганізації для розробки і створення профілю окремих людей, які використовують свій сайт або сайти. Це може бути в змозі побудувати запис для людини, який включає в себе інформацію про їхнє дозвілля, їх торгових інтересах, їх професії, а також інші аспекти демографічного профілю. Ці профілі, очевидно, являють потенційний інтерес для базарників, рекламодавців та інших. Залежно від термінів і умов вебсайту і місцеві закони, які застосовуються інформацію з цих профілів можуть бути продані, загальні або передані іншим організаціям без інформування користувача. Для багатьох простих людей, це означає, що трохи більше, ніж деякі несподівані повідомлення електронної пошти в їх в коробці, або якийсь зловісно відповідної реклами наступного вебсторінки. Для інших, це може означати, що час, витрачений віддаючись незвичайний інтерес може привести до повені подальшого цільового маркетингу, який може бути небажаним. Правоохоронні, боротьба з тероризмом і шпигунські агентства можуть також визначити, мета і відслідковувати осіб на основі їх інтересів і схильностей в Інтернеті.
Сайти соціальних мереж намагаються змусити користувачів використовувати свої справжні імена, інтереси і розташування, а не псевдонімами. Лідери цих вебсайту вважають, що це робить досвід соціальної мережі більш цікавим для користувачів. З іншого боку, завантажені фотографії або необережні заяви можуть бути ідентифіковані індивідуумом, який може пошкодувати цю експозицію. Роботодавці, школи, батьки та інші родичі можуть впливати аспектами профілів соціальних мереж, такі як текстові повідомлення або цифрові фотографії, що розміщення індивідуальне не призначаються для цих аудиторій. Онлайн хулігани можуть використовувати особисту інформацію, щоб переслідувати або переслідувати користувачів. Сучасні соціальні мережі дозволяють мелкозернистое управління настройками конфіденційності для кожного окремого розміщення, але вони можуть бути складними і не так легко знайти і використовувати, особливо для початківців. Фотографії та відео, розміщені на вебсайти викликали певні проблеми, так як вони можуть додати особа людини до онлайн-профілем. З сучасної і потенційної технології розпізнавання особи, воно може бути потім можна пов'язати це особа з іншими, раніше анонімними, зображень, подій і сценаріїв, які були відображені в іншому місці. Через кешування зображень, дзеркальне відображення і копіювання, то важко видалити зображення з World Wide Web.

## Стандарти
Багато формальні стандарти та інші технічні характеристики і програмне забезпечення визначають функціонування різних аспектів World Wide Web, Інтернет і обмін комп'ютерної інформації. Багато з документів робота World Wide Web Consortium (W3C), на чолі з Бернерс-Лі, але деякі з них виробляються в Engineering Task Force (IETF) і іншими організаціями.
Зазвичай, коли вебстандарти обговорюються наступні публікації розглядаються як основоположні:
- Рекомендації для мов розмітки, особливо HTML і XHTML, від W3C. Вони визначають структуру і інтерпретацію гіпертекстових документів.
- Рекомендації для таблиць стилів CSS, особливо, від W3C.
- Стандарти ECMAScript (зазвичай у вигляді JavaScript), з Ecma International.
- Рекомендації по об'єктної моделі документа, від W3C.

Додаткові публікації містять визначення інших основних технологій для World Wide Web, в тому числі, але не обмежуючись цим, наступне: